# Varky-Čjuėl'ky
Il Varky-Čjuėl'ky (in russo Варкы-Чюэлькы?) è un fiume della Russia siberiana occidentale, affluente di sinistra della Tol'ka. Scorre nel Circondario autonomo Jamalo-Nenec.
Il fiume ha origine nella sezione settentrionale del vasto bassopiano siberiano occidentale; scorre poi in direzione mediamente nord-orientale. La lunghezza del fiume è di 141 km; il bacino è di 930 km². Sfocia nella Tol'ka a 195 km dalla foce.